# Ludwig Roth von Telegd
Ludwig Roth von Telegd (* 10. September 1841 in Kronstadt, Siebenbürgen; † 16. April 1928 in Budapest) war ein österreichischer Geologe.

## Leben
Roth von Telegd studierte an der Bergakademie Freiberg (1860–1862) und der Steiermärkisch-Ständischen Montanlehranstalt (1863/64). In Leoben wurde er Mitglied des erloschenen Corps Tauriscia. Danach war er bei den Rothschild-Werken (den nachmaligen Witkowitzer Eisenwerken) in Vítkovice (Ostrava), bei der Bergbaudion in Klausenburg und schließlich an der Geologischen Reichsanstalt in Wien tätig. 1867 war er Praktikant in der Bergbauabteilung des ungarischen Finanzministeriums. Er kam 1870 an die neu errichtete Königlich ungarische Geologische Anstalt in Pest und wurde 1871 zum Hilfsgeologen und 1872 zum Sektionsgeologen ernannt. Von 1870 bis 1880 arbeitete er in der Transdanubischen Vulkanregion und im Leithagebirge. Dort verwendete er erstmals den stratigraphischen Begriff des Pannonien. 1882 war er mit Karl Hofmann in Marseille, wo er die berühmte Petrefaktensammlung von Henri Coquand studierte und für die Ungarische geologische Anstalt übernahm. Er arbeitete 1883 im Erzgebirge bei Schönfeld, 1895 im Siebenbürgischen Erzgebirge und im Siebenbürgischen Becken. Dabei erbrachte er bedeutende Ergebnisse für die Erdöl- und Kohlenforschung. Er wurde 1883 zum Chefgeologen und 1884 zum Bergbauoberrat ernannt. 1913 trat er in den Ruhestand. Für die Länder der ungarischen Krone waren Roths Arbeiten von größter Bedeutung.

## Ehrungen
- Oberbergrat (1894)
- Präsident der Ungarischen Geologischen Gesellschaft (1901–1904)
- Orden der Eisernen Krone (Österreich) 3. Klasse (1909)
- Ehrenmitglied der Ungarischen Geologischen Gesellschaft (1921)
- Chefrat für Bergwesen (1927)